# 広島焼 (陶器)
広島焼（ひろしまやき）は広島市で明治期までつくられていた陶器。

## 概要
窯場は広島市神崎町（現：中区河原町）の旧上田家下敷地内。
開窯期は不明であるが、山県郡の人斎藤兵衛により築窯され、石州（現在の島根県西部）の陶工が焼いたともいわれる。
1899年（明治32年）に瀬戸から井上延年を呼び、茶器や花器、酒器、文房具を焼いていたが6年ほどで郷里へと帰った。その後、廃窯となった。